# Pietro Zorutti

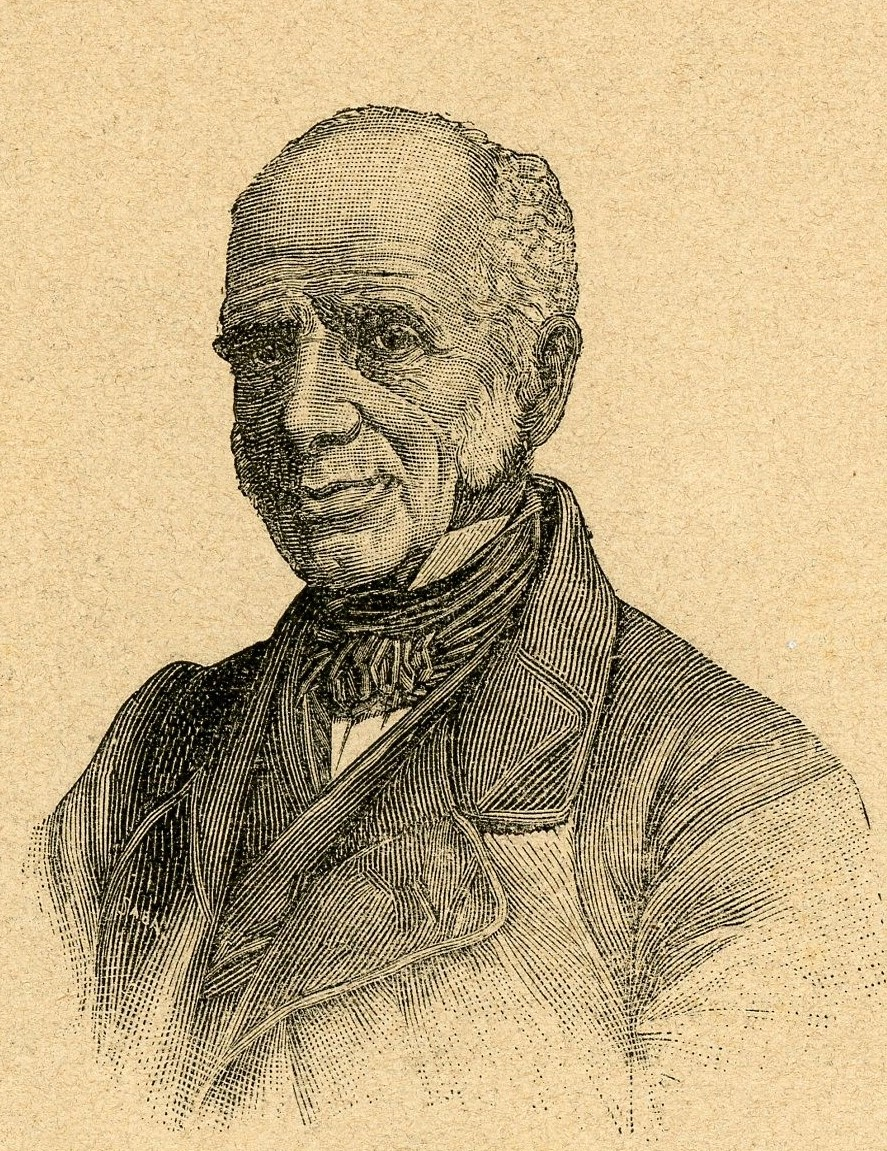
Pietro Zorutti

Pietro Zorutti (Pieri Çorut) (n. 27 decembrie 1792, Dolegna del Collio, Friuli-Veneția Giulia, Italia – d. 23 februarie 1867, Udine, Friuli-Veneția Giulia, Italia) a fost un poet italian. Faima sa se datorează în principal publicării în fiecare an, între 1821 și 1867, a poeziei în limba friulană. O mare parte din poezia sa friulană s-a bazat pe dialectul clasei de mijloc din Udine, unde și-a petrecut o mare parte din viață. 
Poezia sa cea mai cunoscută este „Plovisine”, scrisă în 1831. Zorutti a fost întotdeauna considerat cea mai bună reprezentare literară a vieții poporului friulan și din acest motiv este unul dintre cei mai cunoscuți și mai imitați poeți friulani; compozițiile sale au pornit dintr-un cadru preromantic, deoarece Zorutti era fascinat de poeții romantismului și asta i-a câștigat, pe de o parte, laudele unor scriitori precum Tommaseo și Carducci, pe de altă parte, critica aspră a exponenților noii poezii friulane din a doua perioadă postbelică, inclusiv Pier Paolo Pasolini care îl considera un vechi scriitor incapabil de propriul său caracter poetic; o altă critică ce i s-a adresat a fost aceea de a fi considerat mereu friulana o limbă de nivel scăzut, bună doar pentru lucruri mărunte. A fost criticat și de Ugo Pellis⁠(de)[traduceți] pentru că și-a dedicat o lucrare.
Meritul său cel mai mare este probabil acela de a fi îndepărtat din domenii limba folosită de Ermes di Colloredo și de a fi făcut limba friulană mai literară.